# Oyer and terminer
Oyer and terminer fue un tribunal inglés que se reunía dos veces al año en cada condado. En algunos estados norteamericanos, era el tribunal de más alta jurisdicción criminal. Además, es un nombre anglo-francés, que significa "escuchar y determinar", para una de las comisiones por las que el juez ordena la reunión del Tribunal de Justicia cada dos años. De esta manera, se establecen los jueces encargados en investigar por orden del juez todas las traiciones, delitos y transgresiones cometidos en los condados especificados por la comisión, y para escuchar y determinar de acuerdo con la ley. 
Las palabras Oyer and terminer son también utilizadas para indicar la corte que posee jurisdicción para juzgar ofensas dentro de los límites por los que la comisión de Oyer and terminer se extiende. A través de la Acta de Traición de 1708, la corona tiene el poder de establecer este tipo de tribunal en Escocia para los juicios de traición y ocultación de crímenes de traición. Tres de los lores de justicia deben estar en dichas comisiones. Cualquier acusación de las ofensas antes mencionadas deben ser removidas para determinar si las causas pertenecen a un tribunal menor de la corte de Oyer and terminer hacia la corte de justicia.